# Iteaceae
Iteaceae — родина квіткових рослин, що складається з дерев і чагарників, поширених у східній частині США, південно-східній Африці та південній і південно-східній Азії. Деякі старіші таксономічні системи відносять рід Itea до родини Grossulariaceae. Система APG III 2009 року включає колишні Pterostemonaceae в Iteaceae. Отже, тепер він має два роди із загальною кількістю 18 відомих видів.

## Скам'янілості
Родина відома за викопними квітами, що відносяться до туронського періоду пізньої крейди, які були знайдені у формації Рарітан, штат Нью-Джерсі, та за листям, датованим еоценом, знайденим у формації гори Клондайк, штат Вашингтон.
Деякі насіння та один плід Itea були знайдені в двох зразках мулистого осаду з викопного лісу Дунаробба. У північно-західній Італії він зустрічається з деякими насінням і плодами в двох місцях раннього або середнього пліоцену. Ці записи свідчать про те, що це був допоміжний елемент болотного лісу середини пліоцену. Викопний пилок Itea був виявлений на короткій ділянці басейну Сарцана в північно-західній частині центральної Італії, яка попередньо віднесена до переходу міоцен-пліоцен. На цьому місці високий відсоток пилку 12% свідчить про те, що Ітея була важливим елементом місцевої рослинності. Найближчим живим родичем †Itea europaea є американський вид Itea virginica.